# Tachytrechus flabellifer
Tachytrechus flabellifer är en tvåvingeart som först beskrevs av Osten Sacken 1877.  Tachytrechus flabellifer ingår i släktet Tachytrechus och familjen styltflugor.
Artens utbredningsområde är Idaho. Inga underarter finns listade i Catalogue of Life.